# 그린졸리
그린졸리(Ґринджоли)는 우크라이나의 음악 그룹이다. 유로비전 송 콘테스트 2005에서 우크라이나대표로 참가했다. 

## 구성원
- 로만 칼린 (Роман Калин)
- 유리 포포우 (Юрій Попов)
- 유리 흐리뉴크 (Юрій Гринюк)
- 빅토르 칼린 (Віктор Калин)
- 콘스탼틴 샤말코 (Костянтин Шмалько)
- 로만 코스튜크 (Роман Костюк)
- 올렉산드르 우니츠키 (Олександр Уніцький)
- 이호르 오자르코 (Ігор Озарко)
- 안드리 피세츠키 (Андрій Пісецький)
- 드미트로 멜리체우(Дмитро Мелічев)
- 올렉산드르 바비체우 (Олександр Бабічев)